# Ашраф Мухтар Ашрафович
Мухтар Ашрафович Ашраф (Ашрафі) (29 листопада (11 грудня) 1912, Бухара — 19 грудня 1975, Ташкент) — узбецький радянський композитор, диригент, музичний педагог. Народний артист Узбецької РСР (1939). Народний артист СРСР (1951). Лауреат двох Сталінських премій (1943, 1952). Один із основоположників сучасної узбецької музики.

## Життєпис
У 1934-36 роках Ашраф навчався в Московській консерваторії, а 1948 року закінчив диригентський факультет Ленінградської консерваторії. Був автором опер «Буран» (1939), «Великий канал» (1941, обидві у співавторстві з С. Н. Василенком), «Серце поета» (поставлено 1962), балету «Амулет кохання» (поставлено 1969), «Героїчну симфонію» (1942), кантати та оркестрові твори. 
Автор музики до кінофільмів: «Ми переможемо» (1941), «Насреддін у Бухарі» (1943), «Сестри Рахманави» (1954), «Народжений в грозу» (1965), «Таємниця печери Каніюта» (1966), «Семург» (1972), «Схід над Гангом» (1975). 
Ашрафа нагороджено орденами Леніна (1951, 1972) та іншими орденами. 